# Jean Jardin
Pour les articles homonymes, voir Jardin (homonymie).
Jean Jardin, alias « le Nain jaune », né le 30 octobre 1904 à Bernay et mort le 9 novembre 1976 à Neuilly-sur-Seine, est un haut fonctionnaire et homme d'affaires français.
Il fait partie du groupe de l'Ordre nouveau dans les années 1930. Pendant la Seconde Guerre mondiale, il est directeur de cabinet de Pierre Laval. Son habileté et son entregent font qu'il n'est pas inquiété pour ses activités au sein du régime de Vichy durant la période de collaboration avec l'occupant nazi (son implication lors de la Rafle du Vélodrome d'Hiver n'a jamais été confirmée), et qu'il peut reprendre sa position influente d'éminence grise au cœur du pouvoir durant la Quatrième République, jusqu'au début du régime suivant.  

## Biographie

### Avant-guerre
Jean Jardin est le fils de Georges Jardin, commerçant, notable de la ville de Bernay dont il est adjoint au maire et juge au tribunal de commerce. Il est élevé dans ce milieu bourgeois, provincial et catholique, de tendance monarchiste. Après des études secondaires à Bernay puis Évreux, il « monte » à Paris pour y intégrer l'École libre des sciences politiques, dont il est diplômé en 1927.
Il participe au bouillonnement intellectuel des non-conformistes des années 30 au sein du mouvement Ordre nouveau (sans lien avec celui des années 1970) avec, entre autres, l’historien Robert Aron, le journaliste Alexandre Marc, le philosophe Denis de Rougemont, l’écrivain Daniel-Rops. Jean Jardin commence ainsi à se constituer un réseau de puissantes relations qui lui sert toute sa vie et dont l’activation compartimentée est sa raison d’être. Il se lie d'amitié avec des écrivains, comme Paul Morand et Jean Giraudoux.
Après un passage à la banque Dupont, il rejoint, en 1933, comme « nègre », le cabinet de Raoul Dautry, directeur de l'Administration des chemins de fer de l'État (qui est incorporée, le 1er janvier 1938, à la SNCF), qui en fait son secrétaire particulier. Il se fait des relations auprès des technocrates, pour la plupart polytechniciens, anticommunistes, généralement antilibéraux et partisans de la planification, occupant des postes importants dans les grandes entreprises et les administrations, tels que Alfred Sauvy, Jules Moch, Gabriel Le Roy Ladurie (directeur de la banque Worms), Auguste Detœuf (directeur d'Alsthom) et Henri Davezac, proches du groupe X-CRISE et favorables au gouvernement des élites.
Jean Jardin, à cette époque, est pacifiste et favorable aux accords de Munich de 1938.

### Sous l'Occupation
En janvier 1941, il est chef de cabinet adjoint d’Yves Bouthillier, ministre des Finances de Vichy. Dans l’équipe de la rue de Rivoli, où se trouvent Alfred Sauvy et Maurice Couve de Murville, il travaille sur de grands dossiers, comme l'indemnisation à verser au Troisième Reich, l'aryanisation des entreprises juives et la réforme des sociétés anonymes. Il est l'auteur de nombreux slogans, diffusés à la radio, relatifs aux mesures économiques mises en place par le ministre.
Au printemps 1942, il est nommé directeur de cabinet de Pierre Laval, qui est revenu au pouvoir le 18 avril. À ce titre, il n'est pourtant pas chargé de l'application administrative des décisions gouvernementales, fonction qui revient à Jacques Guérard secrétaire général du Conseil. Jean Jardin dirige un cabinet aux attributions plus floues. Il est ainsi responsable des fonds secrets.
Maître des fonds secrets, il en fait aussi profiter des opposants, multiplie son réseau, aide discrètement des résistants, rend des services à des Juifs, à d'anciens hommes politiques de la Troisième République et à des intellectuels poursuivis par le régime. Il cache notamment, dans sa maison de Charmeil, Robert Aron, qu'il a connu dans le mouvement l'Ordre nouveau.
En tant que haut fonctionnaire de Vichy, il reçoit des officiers allemands chez lui, mais aussi des dissidents qu'il aide à quitter le pays. Il fait passer Maurice Couve de Murville en Afrique du Nord ; celui-ci devient commissaire aux finances du Comité français de libération nationale à Alger, puis plus tard ministre des Affaires étrangères et finalement Premier ministre de la Cinquième République. Pour l'historien Robert Paxton, « interpréter un personnage comme Jean Jardin selon une seule dimension — collaborateur convaincu ou résistant discret — me semble une déformation. C'était un lavaliste convaincu qui aimait aider des amis. »
Sa responsabilité directe dans la rafle du Vélodrome d'Hiver de juillet 1942 reste incertaine,,. Il n'y a pas de documents d'archive connus démontrant que Jean Jardin était informé des rafles des 16 et 17 juillet 1942 ou qu'il y ait participé,,,. Mais, selon plusieurs historiens spécialisés dans cette période, il était, en tant que directeur du cabinet de Laval, probablement au courant des préparatifs de cette opération,,,. En revanche, il est difficile d'établir dans quelle mesure il était conscient des conséquences de ces rafles et des déportations,,.
Les ultras de la collaboration, comme Joseph Darnand et Marcel Déat, commencent à se méfier de lui et il fait l’objet d’un attentat manqué lorsque sa voiture est sabotée. Pierre Laval le décharge de sa responsabilité de chef de cabinet le 30 octobre 1943 et le nomme premier conseiller à l’ambassade à Berne pour l'éloigner de ces menaces et pour qu'il tente d'entrer en relation avec les Américains en la personne d'Allen Dulles, chef de station de l'OSS en Suisse. Il y reçoit beaucoup de monde venu de France, dont des agents gaullistes auxquels il fournit de l'aide et des faux papiers ; il en profite également pour favoriser la sortie de son ami Paul Morand de Roumanie où il était ambassadeur du gouvernement de Vichy.
Il a reçu la Francisque.

### Après-guerre

#### Quatrième République
Jean Jardin reste en Suisse comme exilé jusqu'en 1947. L’anticommunisme de la guerre froide, sur fond de contestation violente par le PCF de la Guerre d'Indochine, fait rentrer à Paris beaucoup d'anciens vichystes et le remet en selle. L'avènement de la Quatrième République, régime parlementaire, est favorable à ce type d’éminence grise ayant de l'entregent.
Jean Jardin connait admirablement le Tout-Paris de la politique et des affaires ; il met en relation, propose ses services, suggère conseils et avis discrets à tous ceux qui comptent. Il reçoit ses amis et relations, Couve de Murville, Wilfrid Baumgartner (gouverneur de la Banque de France), Edgar Faure, d'autres hommes politiques de toutes tendances ainsi que de très nombreux hommes d'affaires. Proche du CNPF (présidé par Georges Villiers de 1946 à 1966), il conseille le patronat dans ses relations avec les partis et leur financement occulte. En 1952, il devient un des proches conseillers d'Antoine Pinay, devenu président du Conseil.
En 1955, il participe à la création d'un quotidien concurrent du Monde, jugé trop à gauche par les milieux d'affaires, appelé Le Temps de Paris, une opération qui reste sans suite : ce quotidien ne paraît que pendant quelques mois.

#### Cinquième République
En 1958, il favorise une entrevue entre le général de Gaulle et Antoine Pinay, ce qui permet à ce dernier de rentrer dans le gouvernement. Cependant, son rôle politique sous la Cinquième République n'a pas la même importance que sous le régime précédent. Il conserve néanmoins une activité de conseiller auprès de nombreuses sociétés françaises et joue un rôle important dans la promotion de l'industrie ferroviaire française à l'étranger.

## Postérité
Jean Jardin est le père de Pascal Jardin, essayiste, romancier et dialoguiste qui rapportera ses souvenirs d'enfants et sur son père dans ses romans La Guerre à neuf ans, Guerre après guerre et Le Nain jaune (Julliard, 1978) et de Gabriel, filleul de Paul Morand. Il est le grand-père du romancier Alexandre Jardin.
Ce dernier, dans une tentative biographique (Des gens très bien, Grasset, 2011), entend à la fois lever le voile et se détacher du passé vichyste de son grand-père. Il s'interroge notamment sur son rôle lors de la rafle du Vélodrome d'Hiver en juillet 1942. Le livre d'Alexandre Jardin, n'ayant pas un caractère scientifique, appelle un travail historique plus approfondi, mené par des spécialistes, sur cette partie de la vie de Jean Jardin,,,,,. Pour Jean-Pierre Azéma, historien et auteur d'ouvrages sur cette période, il n'y a pas de documents d'archive attestant que Jean Jardin connaissait le déroulement des rafles des 16 et 17 juillet 1942. En revanche, il lui semble improbable qu'en tant que directeur du cabinet de Laval, Jean Jardin n'ait pas eu connaissance des préparatifs de cette opération. De même pour Robert Paxton, historien américain, il est probable « que Jean Jardin ait été au courant de tout ce qui se passait dans le bureau de Laval. Mais son nom figure moins dans les archives ». Pierre Assouline, qui lui a consacré une biographie sous le titre Une éminence grise, Jean Jardin (1904-1976) (Balland, 1986), est très critique quant à la pertinence historique du livre d'Alexandre Jardin.

## Distinctions
- Ordre de la Francisque